# بايرون بيل
بايرون بيل (بالإنجليزية: Byron Bell)‏ هو لاعب كرة قدم أمريكية أمريكي، ولد في 17 يناير 1989 في غرينفيل في الولايات المتحدة.

## وصلات خارجية
- بايرون بيل على موقع مرجع كرة القدم المحترفة.كوم (الإنجليزية)